# Месиев, Ханали Бекверди оглы
Ханали Бекверди оглы Месиев (азерб. Xanəli Bəyverdi oğlu Məsiyev; род. 1948, Баку) — советский азербайджанский механик, полный кавалер Ордена Трудовой Славы (1990).

## Биография
Родился в 1948 году в городе Баку, столице Азербайджанской ССР. 
С середины 1960-х начал трудовую деятельность учеником фрезеровщика, затем же работал фрезеровщиком инструментального цеха научно-производственного объединения «Норд». На работе проявил себя высококвалифицированным мастером дела, целеустремленным и добросовестным рабочим. Месиеву поручались ответственные задания, которые он успешно выполнял, достигая при этом высокой выработки. Достигал высоких результатов и проявил себя при выполнении планов десятой, одиннадцатой и двенадцатой пятилеток.
Указом Президиума Верховного Совета СССР от 14 июня 1979 года награждён Орденом Трудовой Славы III степени.
Указом Президиума Верховного Совета СССР от 23 апреля 1985 года награждён Орденом Трудовой Славы II степени.
Указом Президента СССР от 9 августа 1990 года Месиев Ханали Бекверди оглы награждён Орденом Трудовой Славы I степени.